# Paladilhia pleurotoma
Paladilhia pleurotoma là một loài động vật chân bụng trong họ Moitessieriidae. Nó là loài đặc hữu của Pháp.